# Lunnis y... ¡Acción!
Lunnis y…¡Acción! es un programa de manualidades producido por TVE y emitido por Clan TV desde 2018.

## Argumento
Agus y Lui son títeres que ven el programa de BJ. BJ suele hacer las manualidades, incluidos los recortables y muchas animaciones.

## Episodios

### Personajes recortables
- Alfonso X y el ajedrez
- Aníbal
- Antoni Gaudí
- Blas de Lezo
- Cervantes
- Clara Campoamor
- Concepción Arenal
- Cristóbal Colón
- Diego Corrientes
- Velázquez y Las Meninas
- El Cid
- El Greco
- Florence Nightingale
- Quevedo, el espía
- Gonzalo Guerrero
- Isaac Albéniz
- Isaac Peral
- Isabel de Farnesio
- Isabel Zendal
- Jacques Cousteau
- Juan de Lepe
- Leonardo Da Vinci
- Lope de Vega
- Lucio Minicio, Campeón Olímpico
- Magallanes y Elcano
- Marco Polo
- María Goyri
- María Moliner
- María Pita
- Marie Curie
- Pedro González
- Pedro Serrano
- Ramón y Cajal
- Rosario Weiss
- Salvador Dalí
- Sant Jordi

### Personajes recortables de Leyendas
- Egeria
- El caballo de Troya
- El Carnaval de Lantz
- El Dragón del Patriarca
- El gallo de Barcelos
- El Gigante Botafuegos
- El hombre pez de Liérganes
- El Príncipe Ahmed y la Princesa Aldegunda
- El pulpo de Carteia
- El tambor del Bruch
- El Tesoro de las 7 Sillas
- El tesoro del Delfín
- El Topo de la Catedral
- El Trasgu
- Gara y Jonay
- Habis, el rey tarteso
- Hércules
- La cueva de Altamira
- La Dama de Arintero
- La Encantá
- La Fuente de la Xana
- La leyenda de Formigal
- La leyenda del acueducto
- La Mansaborá
- La Maruxaina
- La Princesa Yaiza
- La procesión de las ratas
- La Roldana
- Los Hombres de Musgo
- Los Ratones Coloraos
- Marieta y el gigante Silbán
- Medina Azahara
- Ojáncano
- El Olentzero
- Papamoscas
- Rodrigo y el palacio encantado
- Sigurd y el tesoro de Formentera
- Sofonisba y Lavinia

### Otros personajes recortables
- Cartones de Goya
- Las Fallas
- Motín de Esquilache
- Museo del Prado
- El Quijote
- Roscón de Reyes